# Jacob Sørensen
Jacob Sørensen, född 23 januari 1915, död 27 december 1990, var en dansk gårdsägare, politiker (Venstre) och minister. Han var social- och inrikesminister i Poul Hartlings minoritetsregering 1973-1975.

## Bakgrund
Jacob Sørensen var son till gårdsägaren Søren Sørensen (1879–1967), tillika ordförande av Guldagers sockenstämma, och Abelone Lauridsen (1882-1964). Efter avslutad folkskola blev Sørensen utbildad inom jordbruket och läste på Ollerup folkehøjskole (1933–1934) och Ladelund landbrugsskole (1938–1939). Från 1946 var gårdsägare i Raunstrup och 1950–1971 styrelseledamot i kooperativet Esbjerg andelsslagteri. Hans politiska karriär började 1950, då han valdes in i Guldagers sockenstämma. Han blev stämmans ordförande 1954 och innehade detta uppdrag till 1970 i samband med kommunreformen. Han var även styrelseledamot i Foreningen af bymæssige kommuner (1966–1970), en av föregångarna till dagens Kommunernes Landsforening. Han blev rikspolitiker 1960 då han blev invald i Folketinget för Venstre i Ribe amts valkrets, ett av partiets starkaste fästen. Han förlorade sitt mandat i valet 1966. Därefter var han ledamot i kommunalreformskommissionen (1967–1973) som förberedde 1970 års kommunreform. Därefter innehade han flera kommunala uppdrag; ledamot i Ribe amtsråd (motsvarande landsting i Sverige) och ordförande för dess sjukhusnämnd (1970–1973), ledamot i Esbjergs storkommuns kommunfullmäktige (1970–1972), styrelseledamot i Amtsrådsforeningen (1970–1973), varav som ordförande från 1972.

## Minister (1973–1975)
Då Poul Hartling (Venstre) bildade sin minoritetsregering 1973, med endast 22 mandat bakom sig, utsågs Sørensen inrikesminister och socialminister. Att de flesta av ministrarna hade dubbla ministerposter var ett särdrag för Hartlings regering. Genom sin bakgrund inom kommun- och amtspolitik, samt sitt ordförandeskap av amtens samarbetsorgan (Amtsrådsforeningen), tedde sig utnämningen av honom till inrikesminister sig som självklar. Som sådan blev han ansvarig för statens översyn av landets kommuner och amt, samt över sjukvårdsfrågorna.
Som socialminister var bidragslagstiftningen hans mest väsentliga reform. Den ingick i den redogörelse som lagts fram av 1964 års socialreformskommission. Den nya lagstiftningen innebar bl.a. att den offentliga omsorgen, hemhjälpen, rehabiliteringen, mödravården och barn- och ungdomsomsorgen samlades ihop till ett enhetligt socialsystem med enhetliga regler där kommunerna fick ansvaret för dessa områden. Dessutom genomfördes ett tak för statsbidrag till daghem, ålderdomshem och vårdhem. Som inrikesminister tog Sørensen i många fall vid där hans föregångare slutat. En lag om begränsning av kommunernas dubbeladministration genomfördes, strukturförändringar av sjukhusväsendets finansiering gjordes och det kommunala utjämningssystemet ändrades så att staten tillförde en del pengar och att svårt ställda kommuner kunde ansöka om särskilda bidrag. Dessutom infördes en ny yrkeskategori, tandhygienisten, och en särskild utbildning infördes. Han lyckades inte få igenom sitt förslag om ett tak på den amtskommunala beskattningen.
Hartlings regering var kortlivad och avgick i februari 1975, trots en valframgång för Venstre. Sørensen innehade ett mandat i Folketinget 1975–1977 och var från 1978 ledamot i Ribe amtsråd.